# 圣萨尔瓦多-德胡胡伊

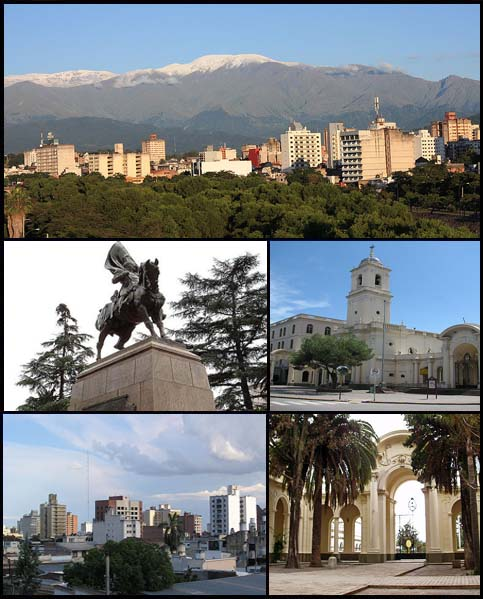
聖薩爾瓦多-德胡胡伊

圣萨尔瓦多-德胡胡伊（西班牙語：San Salvador de Jujuy）位于阿根廷西北部，是胡胡伊省的首府，人口237,751（2001年）。在它西北偏北的Laguna de Pozuelo湖附近，正是香港的對蹠點。

## 外部連結
- （西班牙文） Municipal site（页面存档备份，存于）
- （西班牙文） City tourist and Cultural office（页面存档备份，存于）
- Municipal site（页面存档备份，存于）